# 霍姆鎮區 (堪薩斯州尼馬哈縣)
霍姆鎮區（英語：Home Township）為美國堪薩斯州尼馬哈縣轄下的鎮區。2010年美国人口普查中此鎮區人口有543人。

## 地理
霍姆鎮區涵蓋總面積為93.9平方（36.25平方英里），其中陸地面積為92平方（35.6平方英里），水域面積為1.7平方（0.65平方英里）或1.79%。海拔高度385（1,263英尺）。

## 人口統計
根據2010年美國人口普查，霍姆鎮區人口有543人，其中男性有283人，女性有260人，人口密度為每平方公里5.79人，住房計271戶。鎮區內的白人有512人，非裔美國人有6人，美洲原住民有4人，亞裔美國人有5人，太平洋島裔美國人有0人，其他種族有3人，混血種族則有13人。此外鎮區內有13人為西班牙裔或拉丁裔美國人。此鎮區之年齡中位數為37.7歲，而男性年齡中位數為36.8歲，女性年齡中位數為38.6歲。

## 交通

### 主要公路
- 9號堪薩斯州州道
- 187號堪薩斯州州道